# DA-05雷達

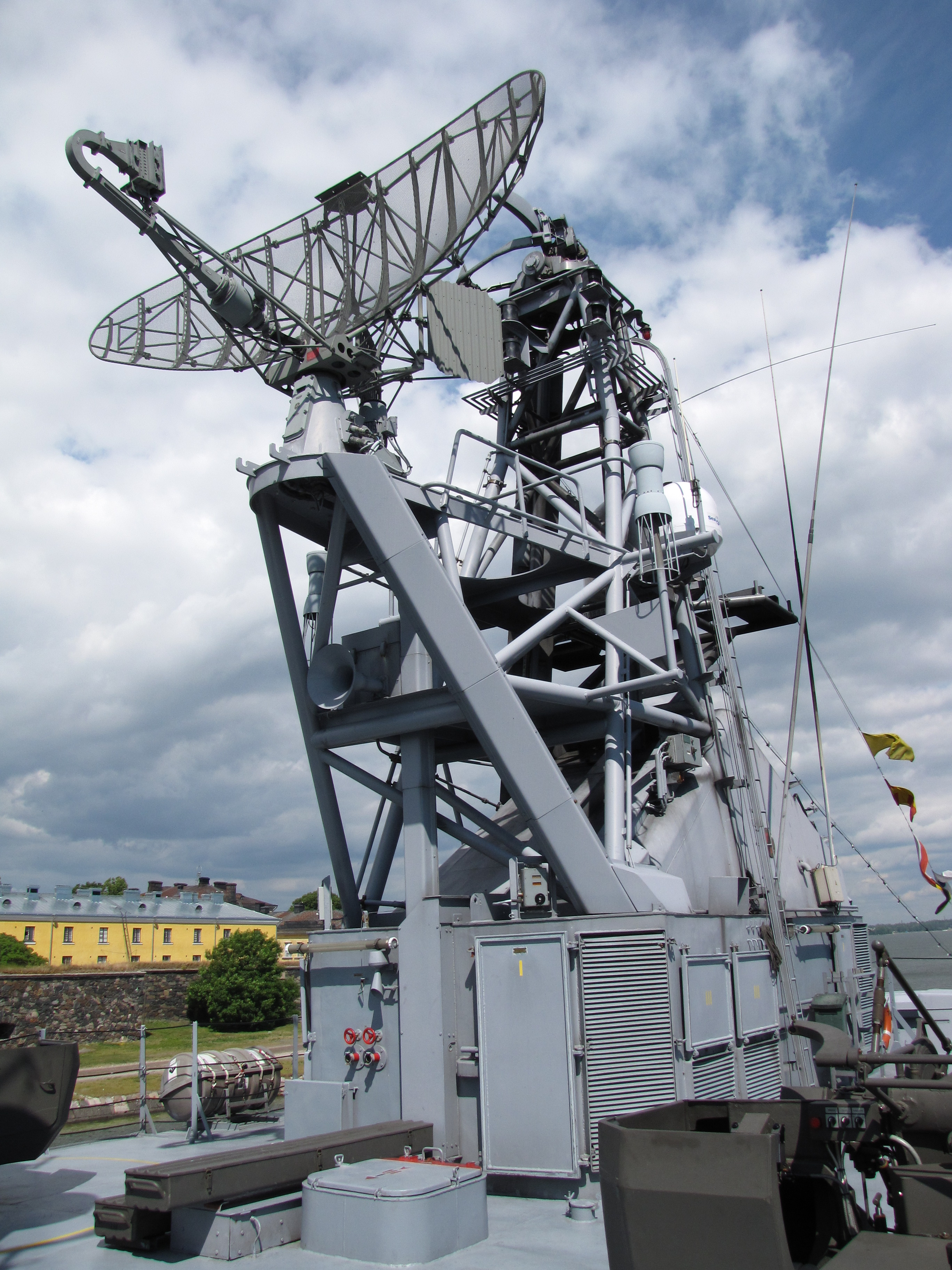
芬蘭海軍布雷艇上的DA-05

DA-05雷達是荷蘭Signaal公司生產的水面艦艇用對空搜索雷達，為DA系列當中第一款的型號，除了荷蘭皇家海軍使用外，也外銷到許多國家，DA-05雷達使用橢圓形天線與輸出更高的磁控管，配合數位移動目標指示（Moving Target Indicator，MTI），根據公開資料，可發現雷達對2平方公尺的雷達截面積目標有效偵測距離為130到151公里（72到84海浬），最高偵測高度為18180公尺（60000英尺），最短偵測距離為1000公尺，對於多目標分辨能力為水平面上1.5度以上，距離差距為200到400公尺的不同目標能夠與以識別。

## 衍生型

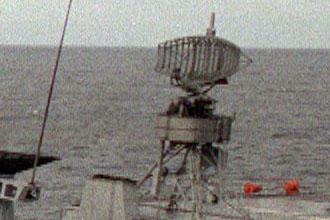
不來梅級巡防艦上的DA-08

DA-05雷達除了艦用型外，改良型的DA-05M雷達和衍生型的DA-06雷達與DA-07雷達都是陸用型，主要裝備在沿岸地區，後來Signaal公司又推出DA-08雷達，可沿用DA-05的雷達天線，但使用DA-05雷達天線的DA-08雷達在搜索距離上會因此衰減，卻可減輕上層桅杆需承受的重量（DA-08的雷達天線重量為2000公斤）。

## 使用國家
- 比利时
- 芬兰
- 爱尔兰
- 大韓民國
- 荷蘭
- 西班牙
- 中華民國：裝備於濟陽級巡防艦。
- 泰國
- 阿根廷
- 埃及
- 马来西亚
- 摩洛哥
- 印度
- 印度尼西亞